# أدي شانكار
أدي شانكار (بالإنجليزية: Adi Shankar)‏ هو منتج أفلام وممثل أمريكي، ولد في 8 يناير 1985 في كلكتا في الهند.

## وصلات خارجية
- أدي شانكار على موقع IMDb (الإنجليزية)
- أدي شانكار على موقع قاعدة بيانات الفيلم (الإنجليزية)